# 災害対策基本要綱
災害対策基本要綱（さいがいたいさくきほんようこう）は、自治体の災害を未然に防止し、災害発生時の応急対策を的確・迅速に実施するため、防災施策について総合的かつ計画的な実施を図る要領のことである。

## 災害予防
災害予防対策の推進は、災害を未然に防止し万一の災害時に被害を最小限にとどめるため重要であり、自治体有施設の耐震化など防災業務施設・設備の整備に努めるとともに、防災組織の整備、
防災に必要な物資及び資機材の備蓄、防災訓練その他の災害が発生した場合における対策の支障となる状態の改善等を実施する。

## 災害応急対策
災害応急対策の迅速的確な実施を図ることは、当面最も重要な課題であり、災害時における自治体の防災関係機関の各種の措置は、有機的連携のもとに、強力かつ総合的な実施が要求される。このため、災害対策基本法第２３条の規定に基づき、災害対策本部を設置し、災害対策基本法等各種法令の規定するところにより、自治体の各部局は、それぞれ自治体本部の組織として、災害情報の収集及び伝達、水防その他の応急措置、被災市町村の応援又は災害応急対策の実施、被災者の救護、救助等災害の発生の防御又は拡大防止のための各種措置を実施する。また本部を設置するに至らない災害についても、自治体の各部局は、注意体制又は警戒体制若しくは特別警戒体制の防災配備を執り、災害発生の防御又は拡大防止のための各種措置を実施する。

## 回復
災害復旧社会秩序を回復し、民生の安定、被災者の復興意欲の振興及び災害の防止のため、施設等の復旧事業の迅速適切化を図るとともに、各種災害金融措置及び災害復旧に要する経費負担の効率化及び適正化を図る。